# Haplosymploce ruficollis
Haplosymploce ruficollis är en kackerlacksart som först beskrevs av Robert Walter Campbell Shelford 1906.  Haplosymploce ruficollis ingår i släktet Haplosymploce och familjen småkackerlackor. Inga underarter finns listade i Catalogue of Life.